# Celyphus cheni
Celyphus cheni är en tvåvingeart som beskrevs av Shi 1999. Celyphus cheni ingår i släktet Celyphus och familjen Celyphidae. Inga underarter finns listade i Catalogue of Life.